# Sonntagskind (2023)
Das Leben der Schriftstellerin Helga Schubert

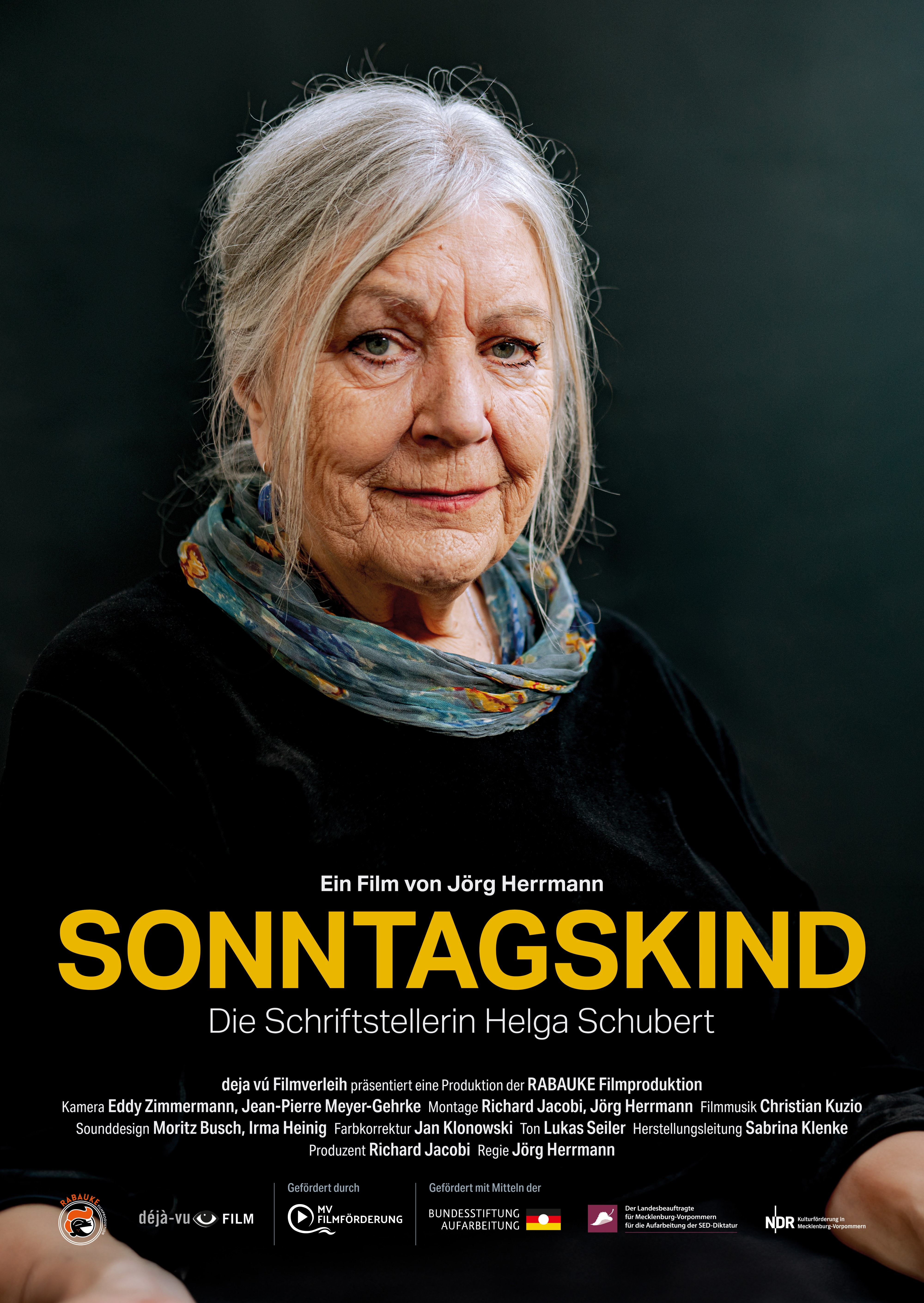
Filmplakat zu Sonntagskind (2023)

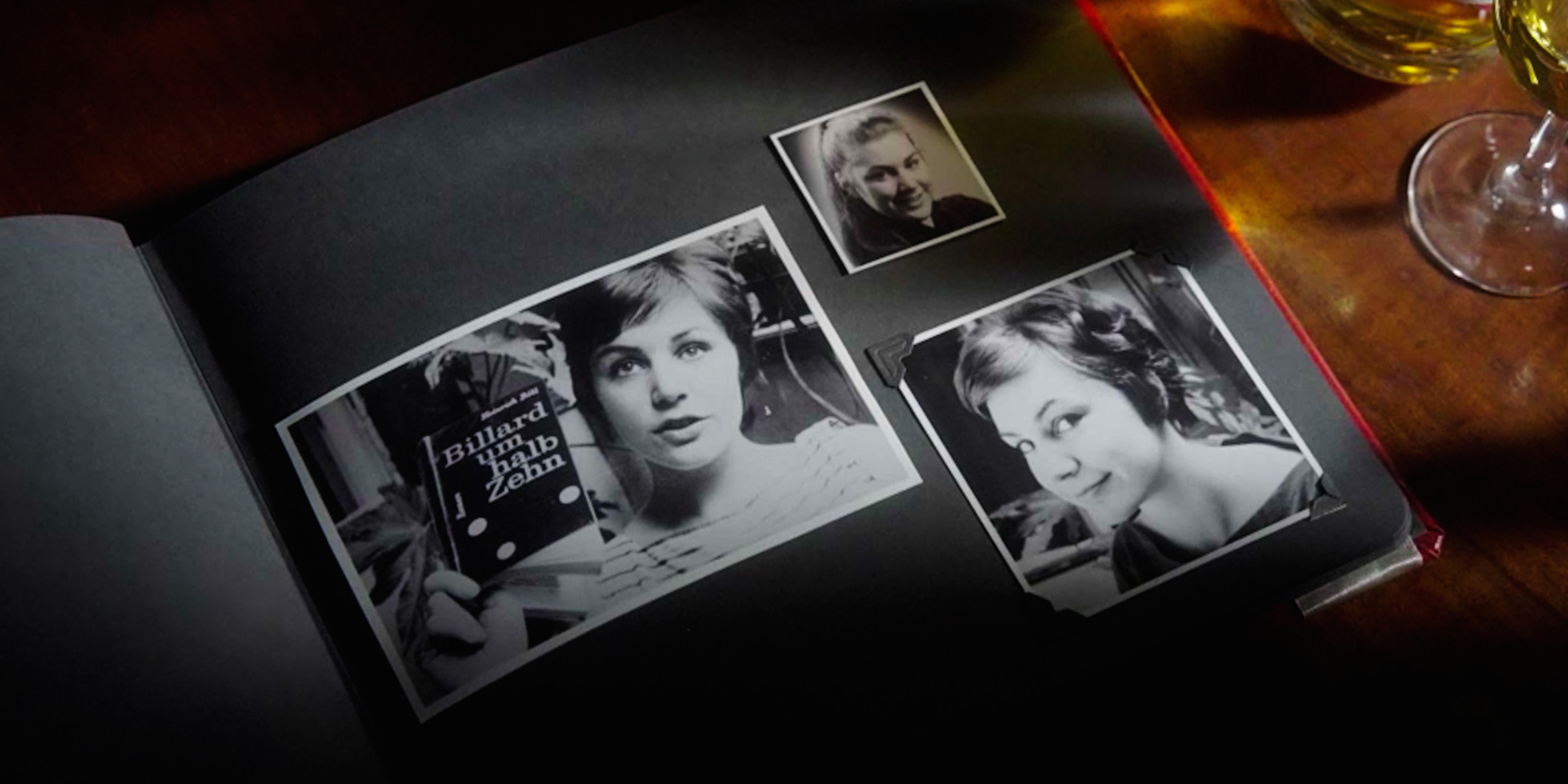
Jugendfotos von Helga Schubert

Sonntagskind – Die Schriftstellerin Helga Schubert ist der Titel eines Dokumentarfilms von Jörg Herrmann. Darin erzählt die 1940 geborene Ingeborg-Bachmann-Preis-Trägerin Helga Schubert über ihr Leben. Die Weltpremiere des Filmporträts fand am 18. November 2023 auf dem 40. Kasseler Dokumentarfilm- und Videofest statt. Der bundesweite Kinostart war am 11. Januar 2024.

## Inhalt des Films
Im Mittelpunkt des Films steht eine lebensbejahende, selbstbewusste Frau jenseits der Achtzig. Der Rostocker Regisseur Jörg Herrmann und sein Team haben die Autorin 2022 knapp acht Monate lang mit der Kamera begleitet und zahlreiche Gespräche mit ihr geführt. So erfahren die Zuschauer beispielsweise, wie sie mit der Hilfe von Sarah Kirsch zu ihrer ersten Buchveröffentlichung kam. Diese empfahl ihr, auf eine Teilnahme an ihrem Schreibzirkel zu verzichten, sie würde stattdessen Schuberts Geschichten lieber direkt ihrem Lektor beim Aufbau-Verlag vorlegen. Der Verlag stimmte unter einer Bedingung zu: Kirsch sollte das Nachwort zu Lauter Leben schreiben. Es folgten weitere Bücher und das Szenarium zum DEFA-Film Die Beunruhigung. Da ihr Buch Das verbotene Zimmer nicht in der DDR erscheinen durfte, übernahm der Luchterhand Literaturverlag die Veröffentlichung. Die DDR erhielt die Devisen, Schubert das Honorar eins zu eins in Ost-Mark.
Der Film Sonntagskind beleuchtet wichtige Zäsuren im Leben der Autorin. „Von der ehrgeizigen Schülerin in Ost-Berlin über die Psychologin zur Schriftstellerin, von der überwachten Literatin zur Pressesprecherin des zentralen Runden Tisches, die die Auflösung des Überwachungsapparates mit forcierte, von Preisen und Ehrungen zu Widerständen und Ablehnung, sowohl in der DDR wie auch im vereinten Deutschland, vom Leben im Fokus der Öffentlichkeit zum Rückzug ins ländliche Idyll und wieder zurück verläuft diese filmisch-literarische Reise.“
Zu Wort kommen auch Schuberts Ehemann, den sie zu Hause pflegt, ihr Sohn und wichtige Wegbegleiter wie der inzwischen verstorbene Kameramann Thomas Plenert, der Politiker Markus Meckel und die Literaturkritikerin Insa Wilke, die Helga Schubert 2020 zum Ingeborg-Bachmann-Literaturwettbewerb eingeladen hatte.
„Für mich ist der Film eigentlich ein Kunstwerk, das der Regisseur gemacht hat. Das Material habe ich geliefert, aber er hat das Kunstwerk daraus gemacht“, resümierte Schubert bei der Mecklenburg-Vorpommern-Premiere am 7. Januar 2024.